# Family (musikgrupp)
Family var ett brittiskt rockband som bildades 1967 av Roger Chapman, John "Charlie" Whitney, Jim King, Ric Grech och Harry Ovenall. Gruppen spelade mest progressiv rock. Gruppen var känd i Storbritannien under det sena 1960-talet och det tidiga 1970-talet innan man upplöstes i oktober 1973. Några av deras album tog sig till top 10 på UK Albums Chart.

## Medlemmar
Nuvarande medlemmar
- Roger Chapman – sång, munspel, tenorsaxofon, percussion (1966–1973, 2013–)
- Rob Townsend – trummor, percussion (1967–1973, 2013–)
- John "Poli" Palmer – keyboard, flöjt, vibrafon, synthesizer (1969–1972, 2013–2025)
- Jim Cregan – basgitarr, gitarr (1972–1973, 2013–)

Tidigare medlemmar
- John "Charlie" Whitney – gitarr, sitar, keyboard (1966–1973)
- Jim King – saxofon, munspel, tin whistle, piano, sång (1966–1969)
- Ric Grech – basgitarr, violin, cello, sång (1966–1969)
- Harry Ovenall – trummor, percussion (1966–1967)
- John Weider – basgitarr, gitarr, violin (1969–1971)
- John Wetton – basgitarr, gitarr, sång (1971–1972)
- Tony Ashton – keyboard, dragspel, mellotron, sång (1972–1973)

## Diskografi (urval)
Studioalbum
- Music in a Doll's House (1968)
- Family Entertainment (1969)
- A Song for Me (1970)
- Anyway (1970)
- Fearless (1971)
- Bandstand (1972)
- It's Only a Movie (1973)

Livealbum
- BBC Radio 1 in Concert (1991)
- Family Live (2003)
- BBC Volume 1: 1968–1969 (2004)
- BBC Volume 2: 1971–1973 (2004)
- BBC Volume 3: 1970 (2009)

Singlar (topp 100 på UK Singles Chart)
- "No Mule's Fool" / "Good Friend Of Mine" (1969) (#29)
- "Strange Band" / "The Weaver's Answer" / "Hung Up Down" (1970) (#11)
- "In My Own Time" / "Seasons" (1970) (#4)
- "Burlesque" / "The Rockin' R's" (1972) (#13)